# Refuge faunique national San Juan Islands
Le Refuge faunique national des îles San Juan se trouve dans les îles San Juan, au nord de Puget Sound, dans l'État de Washington. Créé en 1976, il comprend 83 petites îles inhabitées, dispersées dans l'ensemble de la région de San Juan, d'une superficie combinée d'environ 1,84 km². Le refuge est géré par le US Fish and Wildlife Service et est l'un des six refuges du Washington Maritime National Wildlife Refuge Complex.
Toutes les îles sauf trois sont désignées comme zone sauvage dans la San Juan Wilderness (1,4 km²), également créée en 1976. Les visiteurs sont interdits et les plaisanciers doivent se tenir à au moins 200 mètres du rivage pour éviter de déranger la faune. Sont exclus deux parcs d'État gérés conjointement avec le Washington State Park System, deux hectares de Matia Island et Turn Island, l'île Smith et l'île Mineure.
Les habitats des différentes îles vont des petits rochers aux plus grandes îles herbeuses ou boisées, certaines dotées de hautes falaises qui fournissent des sites de nidification à une grande variété d'oiseaux marins.

## Faune
La nature sauvage de San Juan offre un sanctuaire à une grande variété d'animaux marins, notamment des goélands, des cormorans, des guillemots, des macareux, des bernaches cravants, des huîtriers, des pluviers kildir, des guillemots, des pygargues à tête blanche et des phoques communs.
On estime que 200 espèces d'oiseaux visitent les îles chaque année. Les phoques et les baleines sont communs dans les eaux environnantes et la bernache cravant noire utilise les lits de varech pour se nourrir en hiver.

## Loisirs
Les loisirs dans la nature sauvage de San Juan se limitent à l'observation de la faune de loin. Les plaisanciers sont priés de rester à 200 mètres de la nature sauvage lorsqu'ils observent la faune. L'entrée du public sur les terres désignées n'est pas autorisée, à l'exception de l'île Matia, à laquelle on accède par une crique avec un quai. L'île Matia a un terrain de camping et un sentier de 1,6 km à travers la nature sauvage.